# Saint-Avit (Drôme)
Pour les articles homonymes, voir Saint-Avit.
Saint-Avit est une commune française située dans le département de la Drôme, en région Auvergne-Rhône-Alpes.

## Géographie

### Localisation
Saint-Avit se situe en Drôme des collines, dans le nord du département, à environ 65 km au sud de Lyon, 60 km à l'ouest de Grenoble et une trentaine de kilomètres au nord de Valence (distances orthodromiques).

Par la route, la commune est à environ 20 km au nord de Romans-sur-Isère, 15 km à l'est de Saint-Vallier et 10 km au nord de Saint-Donat-sur-l'Herbasse.

### Relief et géologie
Sites particuliers :
- Combe Broudelaire ;
- Combe Colombier ;
- Combe de Charbonnière.

### Hydrographie
La commune est arrosée par les cours d'eau suivants :
- la Galaure ;
- la Vermeille[3], affluent de la Galaure. Son cours est de 8,3 km et marque au nord du territoire de Saint-Avit la limite avec les communes de Châteauneuf-de-Galaure et Saint-Martin-d'Août[4] ;
- le Bion[5], un autre affluent de la Galaure ;
- le Lézard[6], affluent de La Vermeille. Il marque la limite avec la commune de Tersanne[4].

### Climat
Pour des articles plus généraux, voir Climat d'Auvergne-Rhône-Alpes et Climat de la Drôme.
En 2010, le climat de la commune est de type climat méditerranéen altéré, selon une étude du Centre national de la recherche scientifique s'appuyant sur une série de données couvrant la période 1971-2000. En 2020, Météo-France publie une typologie des climats de la France métropolitaine dans laquelle la commune est dans une zone de transition entre le climat de montagne et le climat méditerranéen et est dans la région climatique  Moyenne vallée du Rhône, caractérisée par un bon ensoleillement en été (fraction d’insolation > 60 %), une forte amplitude thermique annuelle (4 à 20 °C), un air sec en toutes saisons, orageux en été, des vents forts (mistral), une pluviométrie élevée en automne (250 à 300 mm). 
Pour la période 1971-2000, la température annuelle moyenne est de 11,6 °C, avec une amplitude thermique annuelle de 17,7 °C. Le cumul annuel moyen de précipitations est de 955 mm, avec 8,5 jours de précipitations en janvier et 5,7 jours en juillet. Pour la période 1991-2020, la température moyenne annuelle observée sur la station météorologique de Météo-France la plus proche, « Saint-Barthélemy-V_sapc », sur la commune de Saint-Barthélemy-de-Vals à 8 km à vol d'oiseau, est de 12,7 °C et le cumul annuel moyen de précipitations est de 860,4 mm,. Pour l'avenir, les paramètres climatiques de la commune estimés pour 2050 selon différents scénarios d'émission de gaz à effet de serre sont consultables sur un site dédié publié par Météo-France en novembre 2022.

## Urbanisme

### Typologie
Au 1er janvier 2024, Saint-Avit est catégorisée commune rurale à habitat très dispersé, selon la nouvelle grille communale de densité à 7 niveaux définie par l'Insee en 2022.
Elle est située hors unité urbaine et hors attraction des villes,.

### Occupation des sols
L'occupation des sols de la commune, telle qu'elle ressort de la base de données européenne d’occupation biophysique des sols Corine Land Cover (CLC), est marquée par l'importance des territoires agricoles (65,6 % en 2018), une proportion identique à celle de 1990 (65,6 %). La répartition détaillée en 2018 est la suivante : zones agricoles hétérogènes (37,5 %), forêts (27,8 %), terres arables (25,7 %), milieux à végétation arbustive et/ou herbacée (4,8 %), prairies (2,4 %), zones industrielles ou commerciales et réseaux de communication (1,8 %). L'évolution de l’occupation des sols de la commune et de ses infrastructures peut être observée sur les différentes représentations cartographiques du territoire : la carte de Cassini (XVIIIe siècle), la carte d'état-major (1820-1866) et les cartes ou photos aériennes de l'IGN pour la période actuelle (1950 à aujourd'hui).

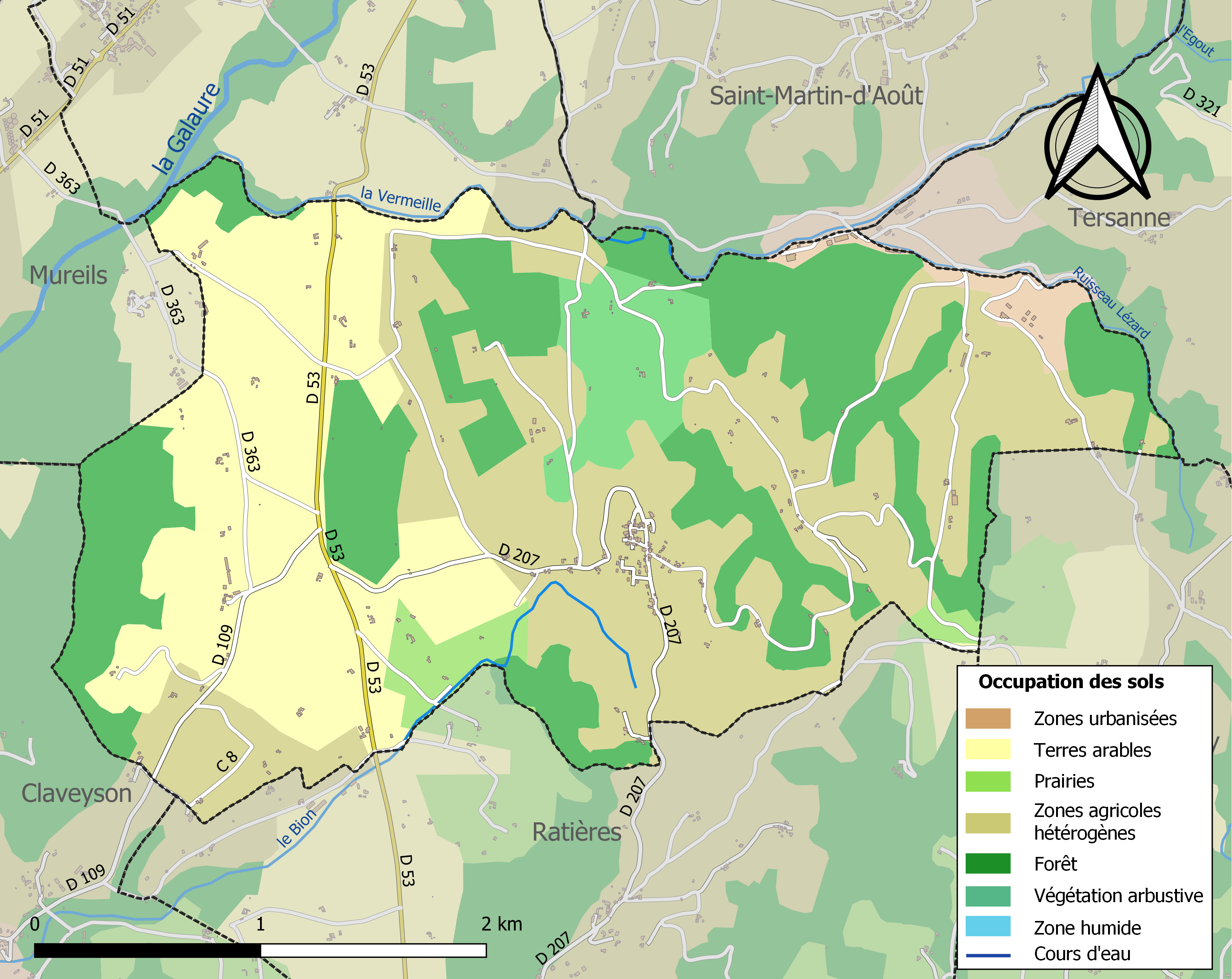
Carte des infrastructures et de l'occupation des sols de la commune en 2018 (CLC).

### Morphologie urbaine
Village perché sur rebord.
La majorité de la surface de la commune est consacrée à l'agriculture et plus du tiers est occupée par la forêt et les espaces naturels.
| Territoire artificialisé                                                                | 3,80 % (5,60) | 34  |
| Espace agricole                                                                         | 57 % (25,80)  | 510 |
| Fôrets et milieux semi-naturels                                                         | 38 % (66,40)  | 343 |
| Eaux                                                                                    | 0,55 % (1)    | 5   |
| Indéterminés                                                                            | 0,55 % (1,30) | 5   |
| Source : Base statistique de l'Observatoire des surfaces à l’échelle communale (OSCOM). |               |     |

#### Quartiers, hameaux et lieux-dits
Site Géoportail (carte IGN) :
- Bois de Suze
- Chablezin
- Galimbert
- la Goura
- la Rochelle
- la Séziard
- le Flachet
- le Mas
- les Bayards
- les Belles
- les Boulets
- les Chanos
- les Condamines
- les Flachets
- les Fontasses
- les Goutoules
- les Osines
- les Vignes
- Manoriol
- Mercurolet
- Mollière
- Montlevet
- Pérouze
- Pésange
- Pied-Guinchet
- Suze
- Vère

### Voies de communication et transports
La commune de Saint-Avit est traversée par les routes départementales D 53, D 109 et D 207.
Le village est desservi par l'autocar de la ligne 03 assurant la liaison entre Le Grand-Serre et la gare de Saint-Vallier-sur-Rhône.
Les gares ferroviaires les plus proches sont à Saint-Vallier et à Tain-l'Hermitage, toutes deux à environ 20 km. Elles permettent l'accès à la ligne régionale Lyon - Valence ville - Avignon.

À une trentaine de kilomètres au sud, la gare de Valence TGV permet l'accès au réseau ferroviaire à grande vitesse.

### Risques naturels et technologiques

#### Risques sismiques
La commune est située en zone de sismicité modérée (zone 3).

#### Autres risques
La commune est soumise à un plan de prévention des risques technologiques (PPRt) dû à la présence de stockages de gaz naturel en cavités souterraines,.

## Toponymie

### Attestations
Dictionnaire topographique du département de la Drôme :
- 1111 : mention de la paroisse : ecclesia Sancti Aviti (cartulaire de Grenoble, 146).
- 1521 : mention de la paroisse : ecclesia Sancti Aniti (pouillé de Vienne).
- 1523 : ad Sanctum Avitum (terrier des archives de Vienne).
- 1781 : Saint Avite sur Ratière (Aff. du Dauphiné).
- 1799-1800 : Ratières-et-Saint-Avit (réorganisation de l'an VIII).
- 1891 : Saint-Avit, commune du canton de Saint-Vallier.

### Étymologie
La commune de Saint-Avit tire son nom de saint Avit de Vienne, évêque métropolitain de cette cité, né vers 450 et mort entre 518 et 526.

## Histoire

### Du Moyen Âge à la Révolution
Avant 1790, Saint-Avit était une paroisse du diocèse de Vienne et de la communauté de Ratières dont l'église dédiée à saint Avit et à sainte Agathe dépendait du prieur de Manthes, qui y prenait la dîme et présentait à la cure.

### De la Révolution à nos jours
En 1790, la paroisse de Saint-Avit forme une municipalité avec celle de Ratières, mais avec la particularité de faire partie du canton de Châteauneuf-de-Galaure (alors que la paroisse de Ratières était dans le canton de Saint-Vallier). La réorganisation de l'an VIII (1799-1800) fait de cette communauté la commune de Ratières-et-Saint-Avit, appartenant au canton de Saint-Vallier.
Le 15 novembre 1869, Saint-Avit est distrait pour former une commune distincte du même canton,.

## Politique et administration

### Liste des maires
| Période                                                                   | Période                       | Identité                           | Étiquette | Qualité       |
| ------------------------------------------------------------------------- | ----------------------------- | ---------------------------------- | --------- | ------------- |
| Les données manquantes sont à compléter. : depuis 1869                    |                               |                                    |           |               |
| 1869                                                                      | 1871                          | ?                                  |           |               |
| Les données manquantes sont à compléter. : depuis la fin du Second Empire |                               |                                    |           |               |
| 1871                                                                      | 1874                          | ?                                  |           |               |
| 1874                                                                      | 1878                          | ?                                  |           |               |
| 1878                                                                      | 1884                          | ?                                  |           |               |
| 1884                                                                      | 1888                          | ?                                  |           |               |
| 1888                                                                      | 1892                          | ?                                  |           |               |
| 1892                                                                      | 1896                          | ?                                  |           |               |
| 1896                                                                      | 1900                          | ?                                  |           |               |
| 1900                                                                      | 1904                          | ?                                  |           |               |
| 1904                                                                      | 1908                          | ?                                  |           |               |
| 1908                                                                      | 1912                          | ?                                  |           |               |
| 1912                                                                      | 1919                          | ?                                  |           |               |
| 1919                                                                      | 1925                          | ?                                  |           |               |
| 1925                                                                      | 1929                          | ?                                  |           |               |
| 1929                                                                      | 1935                          | ?                                  |           |               |
| 1935                                                                      | 1945                          | ?                                  |           |               |
| 1945                                                                      | 1947                          | ?                                  |           |               |
| 1947                                                                      | 1953                          | ?                                  |           |               |
| 1953                                                                      | 1959                          | ?                                  |           |               |
| 1959                                                                      | 1965                          | ?                                  |           |               |
| 1965                                                                      | 1971                          | ?                                  |           |               |
| 1971                                                                      | 1977                          | ?                                  |           |               |
| 1977                                                                      | 1983                          | ?                                  |           |               |
| 1983                                                                      | 1989                          | ?                                  |           |               |
| 1989                                                                      | 1995                          | ?                                  |           |               |
| 1995                                                                      | 2001                          | ?                                  |           |               |
| 2001                                                                      | 2008                          | Marie-Christine Rodillon-Dumas     |           |               |
| 2008                                                                      | 2014                          | Gérard Robert                      |           | employé       |
| 2014                                                                      | 2020                          | Gérard Robert                      |           | maire sortant |
| 2020                                                                      | En cours (au 12 janvier 2022) | Gérard Robert[source insuffisante] |           | maire sortant |

### Politique environnementale
La commune dispose de deux stations d'épuration.

#### Villes et villages fleuris
En 2014, la commune de Saint-Avit bénéficie du label « ville fleurie » avec « une fleur » attribuée par le Conseil national des villes et villages fleuris de France au concours des villes et villages fleuris.

## Population et société

### Démographie
L'évolution du nombre d'habitants est connue à travers les recensements de la population effectués dans la commune depuis 1872. Pour les communes de moins de 10 000 habitants, une enquête de recensement portant sur toute la population est réalisée tous les cinq ans, les populations de référence des années intermédiaires étant quant à elles estimées par interpolation ou extrapolation. Pour la commune, le premier recensement exhaustif entrant dans le cadre du nouveau dispositif a été réalisé en 2007.

En 2022, la commune comptait 320 habitants, en évolution de +5,96 % par rapport à 2016 (Drôme : +2,64 %, France hors Mayotte : +2,11 %).
| 1872 | 1876 | 1881 | 1886 | 1891 | 1896 | 1901 | 1906 | 1911 |
| ---- | ---- | ---- | ---- | ---- | ---- | ---- | ---- | ---- |
| 527  | 503  | 473  | 483  | 487  | 477  | 475  | 441  | 419  |

| 1921 | 1926 | 1931 | 1936 | 1946 | 1954 | 1962 | 1968 | 1975 |
| ---- | ---- | ---- | ---- | ---- | ---- | ---- | ---- | ---- |
| 388  | 364  | 341  | 358  | 300  | 304  | 311  | 276  | 240  |

| 1982 | 1990 | 1999 | 2006 | 2007 | 2012 | 2017 | 2022 | - |
| ---- | ---- | ---- | ---- | ---- | ---- | ---- | ---- | - |
| 231  | 212  | 242  | 300  | 307  | 298  | 306  | 320  | - |

### Enseignement
La commune est rattachée à l'académie de Grenoble.

### Manifestations culturelles et festivités
- Fête : le lundi de Pâques[18].

### Médias
La population de la commune se situe dans l'aire de diffusion de plusieurs médias :

#### Presse écrite
- Le Dauphiné libéré, quotidien régional qui consacre, chaque jour, y compris le dimanche, dans son édition de « Romans et Drôme des collines » un ou plusieurs articles à l'actualité du canton et de la commune, ainsi que des informations sur les éventuelles manifestations locales, les travaux routiers, et autres événements divers à caractère local.
- L'Agriculture Drômoise, journal d'informations agricoles et rurales, couvre l'ensemble du département de la Drôme.
- Drôme Hebdo (ancien Peuple Libre), hebdomadaire chrétien d'informations.

#### Presse audio-visuelle
La commune est située sur l'aire de diffusion de Ici Drôme Ardèche, une radio publique également diffusée sur tout le territoire du département de la Drôme et de l'Ardèche.

### Cultes
La communauté catholique est desservie par la paroisse « Saint-Joseph de la Galaure ».

## Économie

### Agriculture
En 1992 : céréales, vignes, bovins, caprins, apiculture (miel).

## Culture locale et patrimoine

### Lieux et monuments
- Maisons anciennes[18].

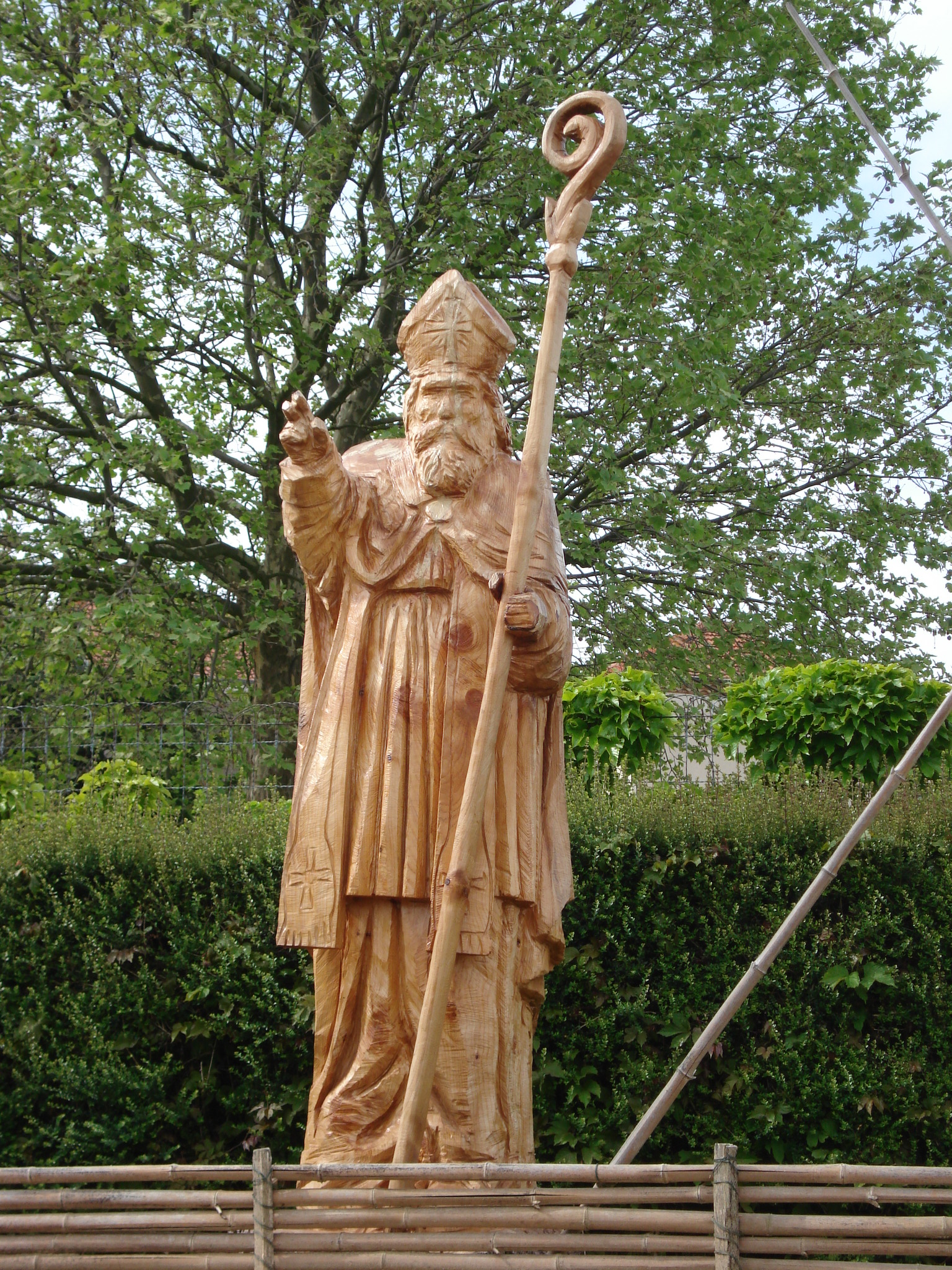
Statue en bois de saint Avit.

- Église Saint-Avit de Saint-Avit, de style roman[18].
- Sculpture réalisée à la tronçonneuse par Adrien Meneau, représentant saint Avit, le saint patron du village[réf. nécessaire].

### Héraldique, logotype et devise
|  | Saint-Avit (Drôme) possède des armoiries dont l'origine et le blasonnement exact ne sont pas disponibles. |